# Porto Rico nos Jogos Olímpicos de Verão de 2016
Porto Rico participou dos Jogos Olímpicos de Verão de 2016, que foram realizados na cidade do Rio de Janeiro, no Brasil, entre os dias 5 e 21 de agosto de 2016.
A atleta Mónica Puig conquistou a medalha de ouro no Ténis simples feminino no dia 13 de agosto de 2016, vencendo por 2 sets a 1 a disputa contra a alemã Angelique Kerber. Com esta vitória ela tornou-se a primeira mulher de Porto Rico a conquistar uma medalha de ouro individual.